# 아베 코보
아베 코보(安倍公房, 1924년 (다이쇼 13년) 3월 7일 - 1993년(헤이세이 5년) 1월 22일), 본명 아베 키미후사(安倍公房로 한자는 동일)는 일본의 소설가, 극작가, 연출가이다.

## 개요
아베 코보는 도쿄부에서 태어나 만주에서 소년 시절을 보냈다. 코보는 고교시절부터 릴케와 하이데거에 경도하고 있었으나, 전후 부흥기에 다양한 예술 운동에 적극적으로 참가하면서 르포르타주 방법을 몸에 익히는 등 작품의 폭을 넓혀가며 미시마 유키오 등과 함께 제2차 전후파의 대표 작가로 여겨졌다. 작품들은 해외에서도 높은 평가를 받으며 30여 개국에서 번역 출판되었다.
아베 코보의 주요작품으로는 소설 <벽 - S.카르마의 범죄> (아쿠타가와상 수상), <모래의 여인> (요미우리문학상 수상), <타인의 얼굴>, <불타는 지도>, <하코오 밀회> 등이 있으며, 희곡 작품으로는 <친구>, <에노모토 타케아키>. <몽둥이가 된 남자>, <유령은 여기에 있다> 등이 있다. 그는 또한 연극집단 아베 고보 스튜디오를 만들어 배우 양성에 나섰고, 자신의 연출 무대에서도 국제적인 평가를 받았다. 만년에는 노벨 문학상의 유력 후보로 주목받기도 하였다.

## 생애

### 태어나자마자 만주로
아베 코보는 홋카이도 개척민의 부모를 둔 아베 아사키치(安倍浅吉)와 이무라 요리미(井村よりみ)의 2남 2녀 중 장남으로, 1924년(다이쇼 13년) 3월 7일 도쿄부 기타토시마군 다키노카와초(현 도쿄도 기타구 니시가하라)에서 태어났다. 본적지는 홋카이도 가미카와군 히가시타카스초(현 아사히카와시)였다. 만주의과대학(현 중국의과대학)의 의사였던 아버지 아사키치는 근무처인 봉천시로부터 잠시 떠나 1923년(다이쇼 12년) 도쿄에서 요리미와 결혼하였다. 이듬해 어머니 요리미는 코보를 임신하고 있을 무렵 자신의 유일한 소설 <스핑크스는 웃는다> (이단사)를 출간했으나, 이후 절필하였다.
1925년(다이쇼 14년), 생후 8개월이던 아베 코보는 가족과 함께 만주로 건너가 봉천의 일본인 지구에서 어린 시절을 보냈다. 초등학교에서 받은 실험적인 영재교육, 오족협화의 이념은 훗날 아베의 작품과 사상에 큰 영향을 미쳤다. 1937년(쇼와 12년) 4월, 코보는 구제 봉천 제2 중학교에 입학하였다. 그는 봉천의 친정에 있던 신초샤의 세계문학전집이나 제일서방의 근대극전집 등을 읽으며, 특히 에드가 앨런 포의 작품에 감명을 받았다. 1940년(쇼와 15년), 코보는 중학교를 4학년만 마치고 월반하여 졸업하고, 일본으로 귀국하여 구제 세이세이 고등학교(현 세이조대학) 이과 을류에 입학하였다. 이 무렵 코보는 독일어 교사 아베 로쿠로(아베 지로의 친동생)의 영향으로 희곡이나 실존주의 문학을 탐독하였다. 그는 재학 당시 타카기 테이지의 「해석개론」을 애독하며 세이세이 고교 개교 이래의 수학 천재로 불리기도 하였다.
같은 해 겨울, 군사 교련의 영향으로 코보는 감기가 악화되어 폐침윤에 시달렸다. 그는 잠시 휴학하고 봉천의 친정으로 돌아와 요양 생활을 하였다. 코보는 회복하기를 기다리다가 1942년(쇼와 17년) 4월에 복학하여 동년 12월 9일 수필 『문제 하강에 의한 긍정의 비판』을 썼으며, 이는 다음 해 2월에 발행된 고등학교의 교우회지 「성」의 제40호에 게재되었다. 이 수필은 바로 아베 코보의 첫 출간된 작품이 되었다.
1943년(쇼와 18년) 3월, 전시 상황인지라 코보는 조기졸업을 하였다. 이 무렵 코보는 자신의 첫 소설로 꼽히는 <(영매 이야기보다) 제목 미정>을 저술했다. 동년 10월, 아베 코보는 도쿄제국대학 의학부 의학과에 입학하였다. 1944년 자연계 학생의 징병유예가 취소되고 잇달아 학생들이 학도병으로 징집되면서, 이제는 자연계 학생들이 징병될 차례라는 생각과 패전이 가깝다는 소문으로, 아베 코보는 가족들의 안부를 생각하며 그해 말 대학에 무단으로 만주로 돌아갔지만, 친구들이 대리 출석을 해주며 그를 도와주었다. 1945년(쇼와 20년) 봉천에서 개업의를 하고 있던 아버지를 돕고 있던 무렵, 코보에게 소집 영장이 발부되었는데, 입대 전 8월 15일에 종전을 맞이했다. 같은 해 겨울 발진티푸스가 대유행하여, 진료를 받던 아버지가 감염되어 사망하였다.
1946년(쇼와 21년), 코보는 패전으로 집에서 쫓겨나 봉천 시내를 전전하며 사이다 제조 등으로 생활비를 벌었다. 그는 동년 말에 인양선으로 귀국하였는데, 홋카이도의 조부모님 댁에 남은 가족들을 맡기고 도쿄로 돌아왔다. 이후 아베 코보는 중국을 다시 방문하지 않았고 소설가로서도 만주에서의 체험을 쓰지는 않았다.

### 귀국·작가 데뷔
아베 코보는 1947년(쇼와 22년) 3월 여자미술전문학교(현 여자미술대학) 학생으로 일본화를 전공하고 있던 야마다 마치코(훗날 아베 마치라는 이름으로 아베의 저서 장정과 연극의 무대미술을 직접 만듦)와 결혼해, 그때까지 마치코가 살고 있던 아파트에서 동거 생활을 시작하였다. 같은 해 그는 만주에서 인양선에 타고 일본으로 귀환한 체험의 이미지를 바탕으로 한 무명시집을 등사판 인쇄를 통해 자비로 출간한다. 라이너 마리아 릴케나 마르틴 하이데거의 영향을 받은 이 62쪽짜리 시집에는 잃어버린 청춘에 대한 고뇌와 현실의 대결 의지가 강하게 담겨 있었다.
1948년(쇼와 23년), 코보는 마침내 도쿄대학 의학부를 졸업하였다. 허나 이는 의사가 되지 않는 것을 전제로 한 조건부의 졸업으로, 의사 국가 시험은 치루지 않았다.
그해 코보는 <점토담>이라는 제목의 장편 처녀작을 세이세이고교 시절 독일어 교사, 아베 로쿠로에게 가져다 주었다. 이 장편은 일체의 고향을 거부하는 방랑끝에 만주 비적의 포로가 된 일본인 청년이 필기한 세 권의 노트 형식을 따온 이야기로, 아베 로쿠로는 이 작품을 문예지 <근대문학>의 편집자 중 하나인 하니야 유타카에게 보냈다. 하니야는 그것을 읽은 즉시 아베 코보의 재능을 인정했지만, 당시 <근대문학>의 편집은 합의제였고, 하니야는 동료인 히라노 켄에게 각하될 것을 우려하여 다른 잡지에 아베 코보를 추천했다. 그 결과 <점토담> 중 '첫 번째 노트'가 이듬해 2월 <개성>에 실렸다. 이것이 아베 코보의 첫 상업지 발표 작품이다. 이것을 계기로 아베 코보는 하니야, 하나다 키요테루, 오카모토 타로 등이 운영하는 「밤의 모임」에 참가하였다. 하니야와 하나다 등의 노력으로 1948년 10월 <점토담>은 『끝나는 길의 표지로』로 개제되어 진선미사에서 단행본으로 출간되었다.
1949년(쇼와 24년) 4월 아베 코보는 처음으로 초현실주의 기법을 채택한 단편소설 덴드로 카리야를 발표하였다.

### 1950년대·아쿠타가와상 수상
1950년(쇼와 25년), 아베 코보는 테시가하라 히로시, 세기 신이치 등과 함께 「세기의 모임」을 결성하였다. 하니야에 따르면 이 시기의 코보는 끼니를 굶는 극빈층으로 매혈을 하면서 겨우겨우 생활을 이어가고 있었고, 자신이 몇 차례 아베에게 생활비를 후원했을 정도였다고 전한다. 같은 해 여름 무렵 아베 코보는 일본 공산당에 입당하였다. 1951년(쇼와 26년) 근대문학 2월호에 코보의 단편 <벽 - S.카르마의 범죄>가 실렸다. 이는 루이스 캐럴의 <이상한 나라의 앨리스>에서 영감을 얻은 작품으로, 주제로 만주에서의 벌판 체험과 하나다 키요테루의 광물주의 영향을 엿볼 수 있는 초현실주의적인 내용이다.
<벽 - S. 카르마의 범죄>는 1951년 상반기 제25회 아쿠타가와상 후보가 됐고, 전형위원 우노 코지로부터는 혹평을 받았지만 가와바타 야스나리와 타키이 코사쿠의 강력한 추대가 결정적인 역할을 하여 역시 후보로 거론됐던 이시카와 토시미츠의 봄꽃과 함께 수상하게 된다. 가와바타는 <벽>과 같은 작품의 출현에 오늘의 필연성을 느껴 새로운 맛이 있어 호기심을 받았다고 언급한다. 같은 해 5월 28일 이 단편은 <카르마 씨의 범죄>로 개제되며, 단편 <바벨탑의 너구리>와 4개 파트로 구성된 중편 <붉은 고치>를 추가하고, 이시카와 준의 서문, 테시가하라 히로시의 장정, 카츠라가라 히로시의 삽화를 얻어 아베의 첫 단편집 <벽>이 출간됐다.
같은 해 아베 코보는 친구인 아카츠카 토오루의 연줄로 화가 쿠로사키 요시스케가 코히나타에 소유하고 있던 부지 내의 헛간을 빌려, 아내 마치와 친구들의 손을 빌려 개장해 이사하였다. 11월, 단편소설 「편입자」를 발표하였다. 1952년(쇼와 27년) 5월, 코보는 에마 오사무, 토쿠나가 나오, 노마 히로시, 후지모리 나리요시 등과 함께 「인민문학」에 참가하였다. 인민문학이 신일본문학과 합류한 뒤에는 신일본문학회로 넘어갔다. 같은 해 6월 코보는 단편소설 수중도시를 발표하였다.